# Marimont-lès-Bénestroff
 Marimont-lès-Bénestroff  es una población y comuna francesa, en la región de Lorena, departamento de Mosela, en el distrito de Château-Salins y cantón de Albestroff.

## Demografía
| 51 | 50 | 51 | 52 | 53 | 45 |
| Para los censos de 1962 a 1999 la población legal corresponde a la población sin duplicidades (Fuente: INSEE [Consultar]) |    |    |    |    |    |